# تپه میرجا شیری
تپه میرجا شیری مربوط به دوران پیش از تاریخ ایران باستان است و در شهرستان ممسنی، روستای جایه واقع شده و این اثر در تاریخ ۲۸ دی ۱۳۷۹ با شمارهٔ ثبت ۲۹۵۶ به‌عنوان یکی از آثار ملی ایران به ثبت رسیده است.